# Bathystylodactylus bathyalis
Bathystylodactylus bathyalis is een garnalensoort uit de familie van de Stylodactylidae. De wetenschappelijke naam van de soort is voor het eerst geldig gepubliceerd in 1994 door Cleva.